# Shisō

Shisō (宍粟市 Shisō-shi?) este un municipiu din Japonia, prefectura Hyōgo.